# Docalidia subvilla
Docalidia subvilla är en insektsart som beskrevs av Nielson 1979. Docalidia subvilla ingår i släktet Docalidia och familjen dvärgstritar. Inga underarter finns listade i Catalogue of Life.